# Juan de Celaya
Juan de Celaya (Valencia, ca. 1490 - 6 de diciembre de 1558) fue un matemático, físico, cosmólogo, teólogo y filósofo español. Fue miembro de los llamados Calculadores de Merton College. Destacan sus trabajos sobre el movimiento (tanto en cinemática como en dinámica) y lógica.

## Biografía
Hijo de un caballero que participó en la reconquista de Granada, estudió probablemente en la Universidad de Valencia, finalizando en 1509 sus estudios en el Colegio de Montaigu, París. Durante sus estudios fue alumno de los nominalistas Gaspar Lax y Jean Dullaert de Ghent, los cuales ejercerían notables influencias en las ideas y obras que Celaya escribiría.
Dictó clases de física y lógica en el Colegio de Coqueret de 1510 a 1515, junto con Álvaro Tomás (interesado en la física, y en particular en el estudio de la dinámica) y Robert Caubraith. De 1515 a 1524 pasó a darlas en el Colegio de Santa Bárbara, teniendo a Francisco de Soto (que posteriormente cambiaría su nombre por Domingo de Soto) y Juan Ribeyro como alumnos.
Continuó sus estudios de teología, licenciándose el 24 de marzo de 1522 y doctorándose el 21 de junio de 1522. En 1524 regresó a su ciudad natal, y un año después se convirtió en rector y profesor de teología en la Universidad de Valencia, donde desempeñó un papel importante en la reestructuración de su estudio.

## Obra
Durante su etapa en Francia Celaya fue un escritor prolífico, escribiendo sobre todo acerca de la física de Aristóteles y el movimiento. También publicó numerosos trabajos sobre filosofía y lógica. Fue uno de los impulsores del nominalismo, así como de las ideas mertonianas de los calculatores acerca de la dinámica. Explicaba esta última sobre la base de la teoría del ímpetu de Jean Buridan, en contraposición a la dinámica aristotélica. Sus ideas influyeron el desarrollo de la ciencia moderna.
Algunas de sus obras más importantes son:
- Expositio in octo libros phisicorum Aristotelis, 1517.
- Libros Physicorum Aristotelis cum quaestionibus eiusdem, secundum, triplicem viam Thomae, Realium et nominalium. Se trata de una reimpresión en un único volumen de cuatro obras anteriores, publicadas entre 1525 y 1531.
- In libros Aristotelis de generationes et corruptiones.